# Andrej Kudrna
Andrej Kudrna (* 11. květen 1991, Nové Zámky, Slovensko, Československo) je slovenský hokejista, který hraje za HKM Zvolen slovenskou extraligu. Hraje na pozici levého křidla.

## Kariéra
Kudrna začal s hokejem v Nových Zámcích, většinu své dorostenecké kariéry odehrál za HC Slovan Bratislava. Draftoval jej tým WHL Vancouver Giants jako 58. výběr draftu CHL 2008. Kudrna se stal součástí týmu pro sezónu 2008/2009. V říjnu 2008 vstřelil svůj první hattrick v zámoří. V září 2009 ho Giants vyměnilo do Red Deer Rebels za útočníka Cassa Mappina. Kudrna byl nejlepším střelcem mužstva a třetím nejlepším střelcem s 30+24=54. Spartak Moskva si jej vybral jako 91. hráče v rezervačním draftu KHL v roce 2010. V sezóně 2010–2011 byl Kudrna druhým nejlepším střelcem Rebels po Ryanovi Nugent-Hopkinsovi s bilancí 29+53=82.
Na sezónu 2011/12 se Kudrna vrátil do rodné země a mateřského klubu HC Slovan Bratislava, který v té době působil v extralize. Nováčkovská sezóna Kudrnovi přinesla 11 bodů (5 gólů a 6 asistencí) ve 37 zápasech základní části, jednu asistenci v sedmi duelech play off a 1+1=2 v sedmi zápasech European Trophy. Na konci sezóny vyhrál mistrovství Slovenska. Kudrna hrál také za mužstvo juniorů, kde byl vicekapitánem.
V sezóně 2012/2013 přešel Slovan z extraligy do KHL. Kudrna zde odehrál během sezóny 13 zápasů základní části, ve kterých vstřelil jeden gól. Většinu sezóny v extralize však odehrál na hostování na farmě v HK 36 Skalica. Kudrna byl se 16 góly třetím nejlepším střelcem mužstva s Tiborem Kutálkem a Marcelem Holovičem. Ve Skalici hrál do konce sezóny. V sezóně 2013/14 odehrál Kudrna jediný zápas KHL, zbytek sezóny opět odehrál ve Skalici. V sezóně 2014/15 odehrál Kudrna ve Slovanu 21 zápasů KHL s bilancí 1+2=3. Většinu sezóny odehrál na hostování ve slovenské extralize za HC Banská Bystrica, kde byl nejlepším střelcem v play off spolu s Petrem Kafkou 6+7=13. S Banskou Bystricí postoupil do finále ligy, ale prvenství získalo nakonec HC Košice výhrou 4:2 na zápasy.
Kudrna přestoupil na sezónu 2015/16 do HC Sparta Praha v české extralize. Na konci sezóny vyhrál český ligový titul. Kudrna v sezóně 2016/17 postoupil se Spartou do finále Ligy mistrů, ale po prodloužení 4–3 si prvenství odnesl švédský tým Frölunda HC.
Po sezóně 2020/21 přestoupil ze Sparty spolu se slovenským spoluhráčem Matúšem Sukelem do klubu HC Verva Litvínov .  V sezóně 2022/23 se mu dařilo střelecky, na přelomu let byl nejlepším střelcem české extraligy a nakonec s 21 góly sedmým nejlepším střelcem.

### Reprezentační kariéra
Kudrna si zahrál na MS do 20 let v roce 2011. Na konci úvodního zápasu proti Německu byl zvolen nejlepším hráčem Slovenska v zápase. Kudrna hrál i v roce 2008 na Memoriálu Ivana Hlinky do 18 let. V roce 2011 hrál také na World U-17 Hockey Challenge.
V dresu seniorské reprezentace debutoval v přípravném turnaji Arosa Challenge v prosinci 2014.
Kudrna reprezentoval Slovensko na ZOH 2018 v Pjongčangu. Zahrál si také na Mistrovství světa v letech 2017 a 2018. Po pěti letech byl nominován na MS 2023. Poprvé nastoupil ve čtvrtém zápase reprezentace v pořadí proti Švýcarsku a v tomto zápase vstřelil i gól.